# Helix pomatia

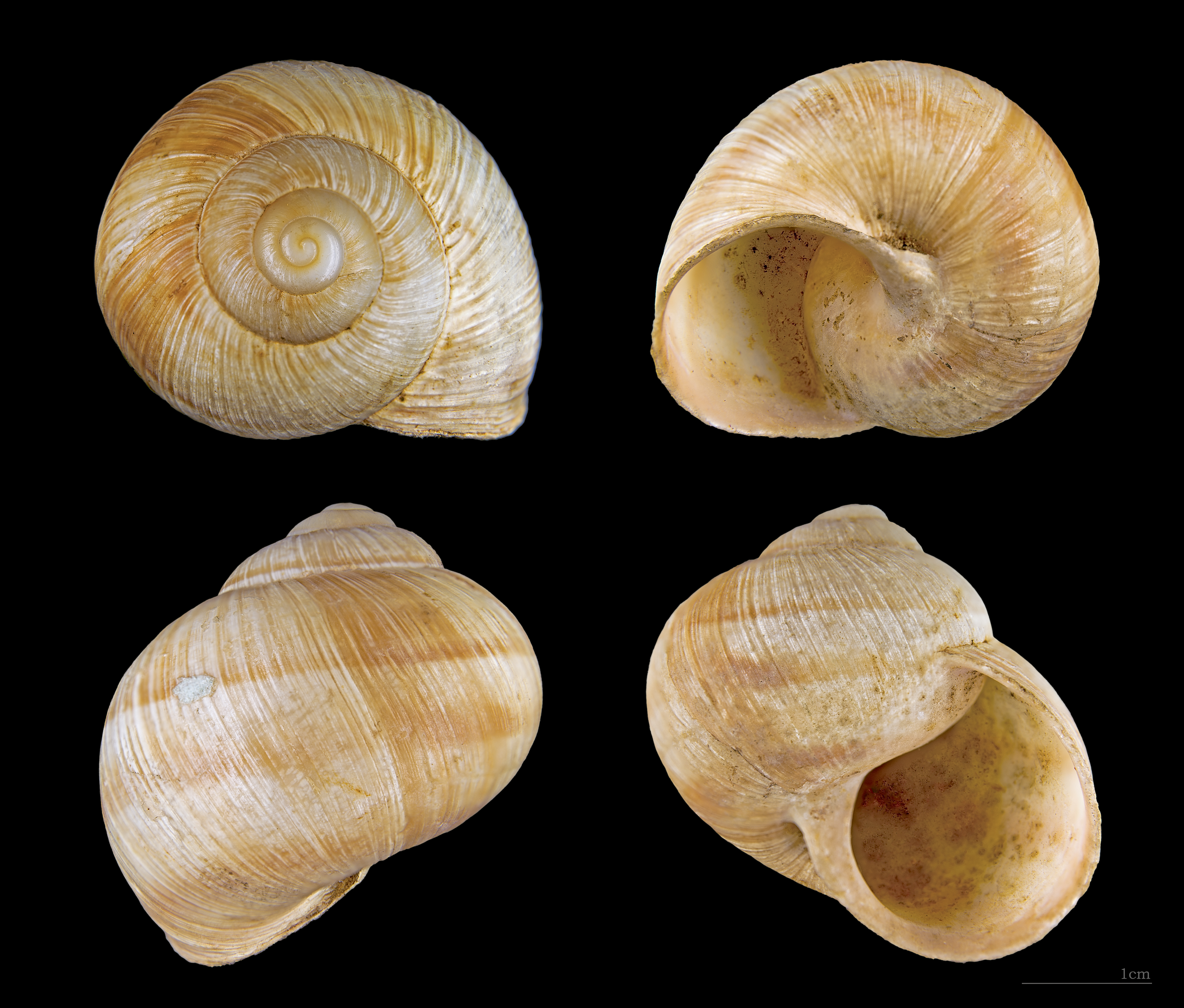
Concha de Helix pomatia.

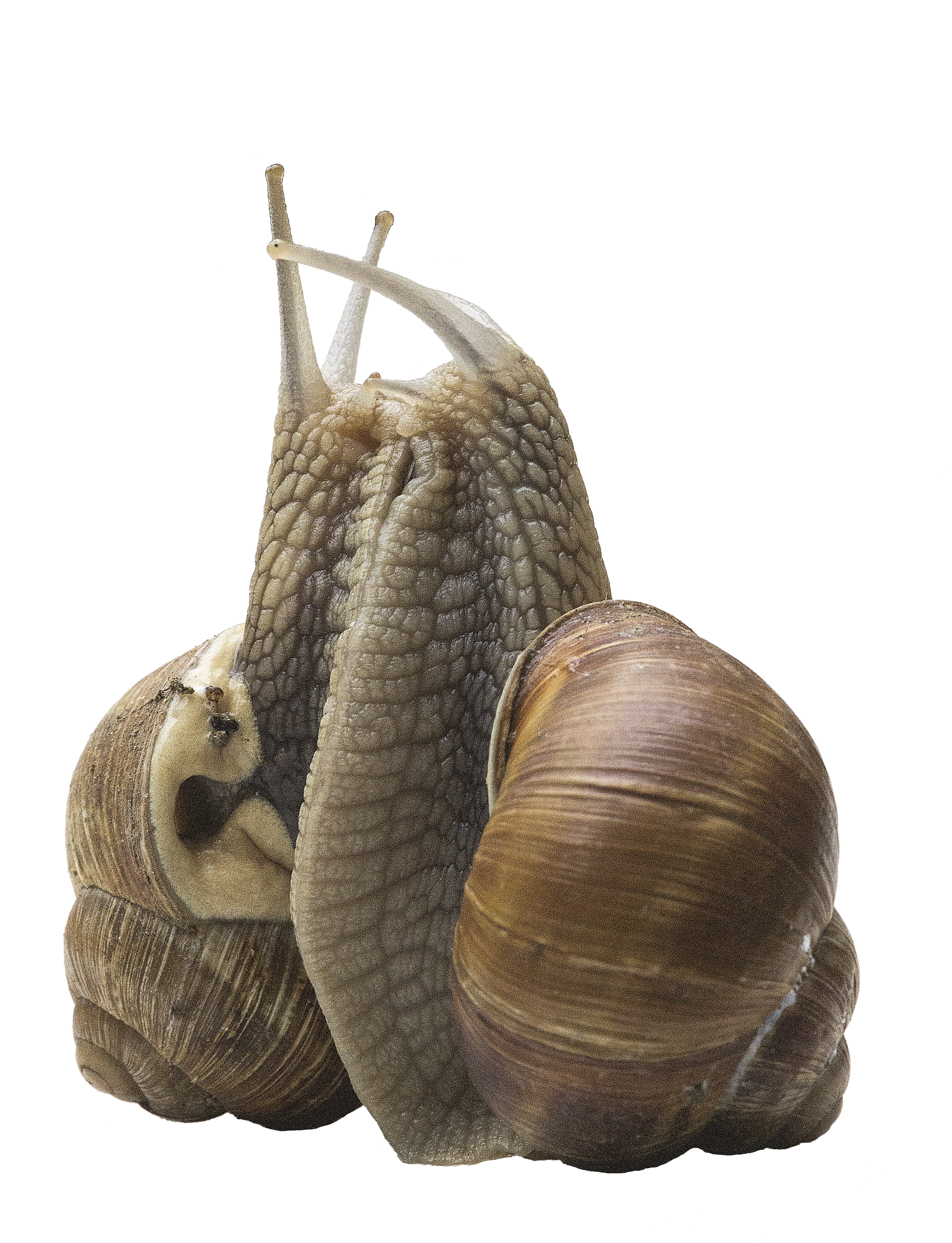
Helix pomatia - MHNT.

El caracol romano (Helix pomatia), también conocido por el nombre de caracol de Borgoña y caracol de viña entre otros, es una especie de gasterópodo pulmonado de la familia Helicidae, de vida terrestre. Son grandes; junto con el caracol común de jardín es una de las especies de más amplia distribución, siendo una de las especies más extendidas por Europa y habiendo sido introducida en América del Norte.
Es frecuentemente cosechado, y a veces al ser cocinado se usa su nombre francés, escargot.

## Distribución
Como especie nativa, se la encuentra en áreas calcáreas de Europa central y sudoriental, a saber:
- Está mencionada en el Anexo V de Directiva de Hábitats.

- Austria
- Bélgica
- República Checa - spp. con menos riesgo (LC). Su estatus de Conservación en 2004-2006 es favorable (FV) en los informes de la Comisión Europea en concordancia con "Directiva de Hábitats".[3]
- Francia - este
- Italia - norte
- España - Principalmente Comunidad Valenciana, Aragón, Cataluña, País Vasco y franja oriental de Castilla-La Mancha.
- Alemania. Listada como especie especialmente protegida en el Anexo 1 en Bundesartenschutzverordnung[cita requerida].
- Holanda[4]
- Polonia (toda)
- Rusia - oeste
- Eslovaquia
- Ucrania
- Balcanes
- Montes Cárpatos
- Islas británicas, áreas sudestes con yeso.

Como especie no nativa, se la encuentra en Venezuela, Argentina y Brasil, aunque sólo en cautiverio.

## Ecología

### Hábitat
Esta especie de caracol terrestre puede habitar zonas secas, cubiertas de hierba y matorrales, así como bosques y jardines, especialmente en lugares cercanos a ríos donde el substrato tiene un alto componente calcáreo. El nombre "caracol de las viñas" proviene de su preferencia por habitar viñedos, donde suele alimentarse de brotes verdes de las vides.

### Comportamiento
H. pomatia comienza una fase de hibernación en otoño, cuando suele hundirse bajo la tierra removida o el musgo a unos 30 cm de profundidad. Sella la apertura de su concha con una película sólida, llamada epifragma, al igual que otras especies de caracol terrestre. El epifragma es lo suficientemente poroso como para permitir el paso de gases, de manera que, durante el periodo de hibernación, el caracol conserva las funciones cardiorrespiratorias.
Estos caracoles se aparean en abril o mayo, unos meses después de terminar la hibernación, cuando las lluvias son más copiosas.